# Coffret
Le coffret est, à l’origine, un petit coffre ou petit meuble fermé à clef, et souvent destiné à enfermer les objets de valeur. On l'appelle aussi caissette ou cassette. La notion de coffret s'est aujourd'hui élargie à des formes de conditionnement pour la commercialisation de certains produits.

## Coffret à bijoux
Appelé aussi cassette à bijoux, le coffret à bijoux est métallique ou en bois exotique, marqueté, richement décoré, fermant par une clef ou par un dispositif secret et renfermant les objets de valeurs.

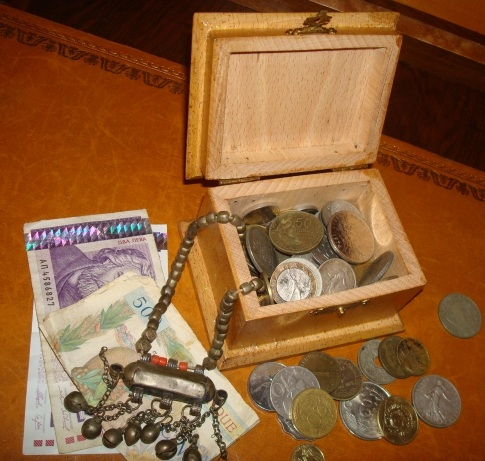
Coffret de valeurs
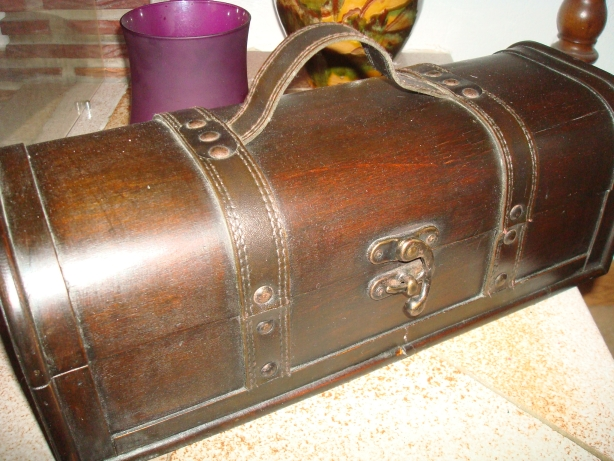
Coffret de cuir
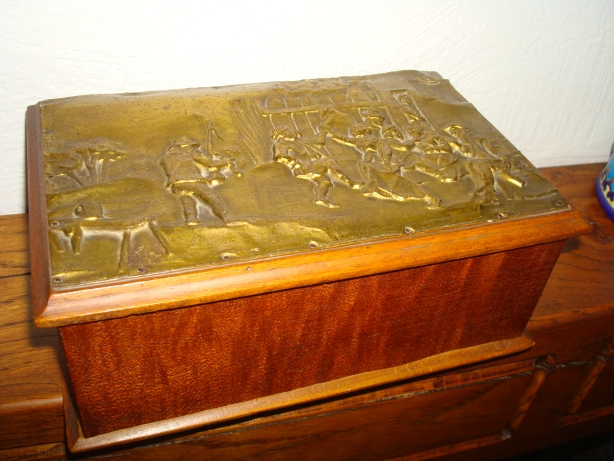
Coffret bois plaqué et laiton repoussé

## Coffret commercial
De nos jours, le coffret, d'un point de vue commercial, est plutôt une simple boîte de carton contenant les œuvres d’un artiste, d’un compositeur (musique, film), les offres de voyage, de week-end, table des saveurs, massage, etc.

## Coffret-cadeau
Généralement en carton ou en bois voire en métal, le coffret-cadeau renferme des objets offerts ou non en cadeau, tels que parfums, maquillage, liqueurs, vins, chocolats, foie gras, ménagère, etc.

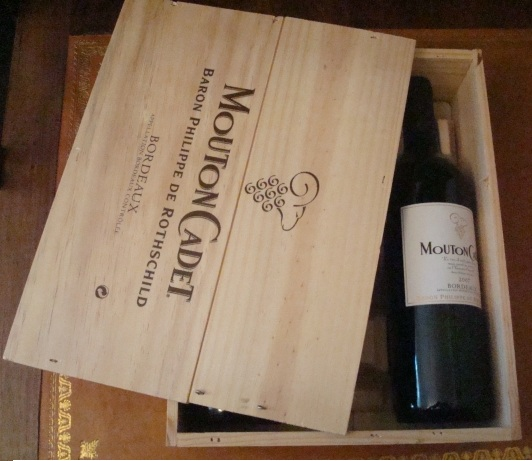
Coffret de vins
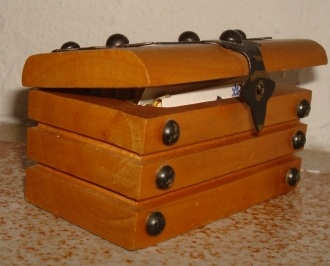
Coffret à dragées

## Coffret ordinaire
Tout contenant de protection ou de rangement pour objets divers de la vie courante, sans valeur particulière, peut être qualifié de coffret.

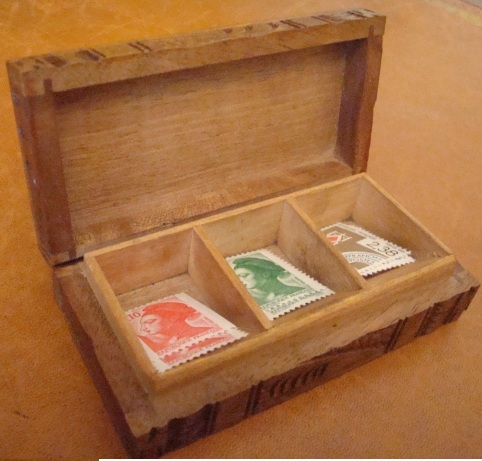
Coffret distributeur de timbres
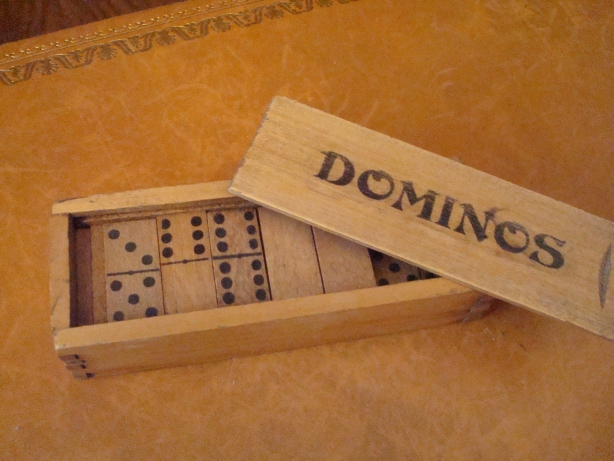
Coffret de jeu de dominos
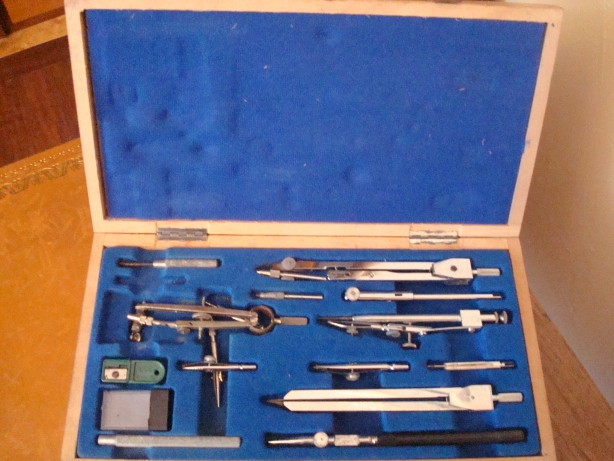
Coffret d’instruments de dessin
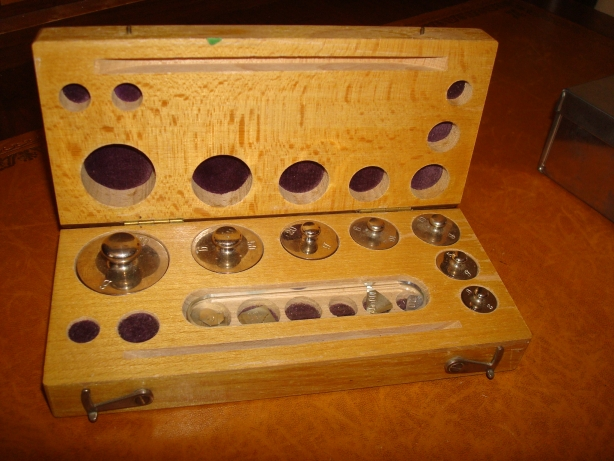
Coffret de poids étalon

## Coffret à munitions
En bois ou en métal, le coffret à munitions contient des armes et son nécessaire d’entretien ou contenant des munitions.

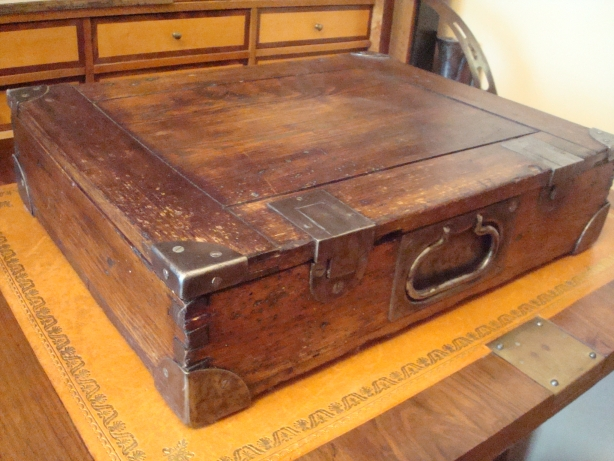
Coffret à munitions